# Océane Bordes
Pour les articles homonymes, voir Bordes.
Pas d'image ? Cliquez ici

a Compétitions nationales et continentales officielles uniquement.

b Matchs officiels uniquement.
Dernière mise à jour le 8 octobre 2024.
Océane Bordes, née le 16 mai 2002 à Bagnères-de-Bigorre (Hautes-Pyrénées), est une joueuse internationale française de rugby à XV évoluant au poste de demi de mêlée au Stade toulousain.

## Biographie
Océane Bordes naît le 16 mai 2002 à Bagnères-de-Bigorre, où elle commence la pratique du rugby à XV à l'âge de sept ans. Elle rejoint ensuite le Stade toulousain en 2017. 
À l'automne 2023, elle est retenue en équipe de France pour disputer la première édition du WXV en Nouvelle-Zélande.
L'année suivante, elle est de nouveau retenue pour le WXV, où elle connaît sa première cape contre les États-Unis.

## Palmarès
- Vainqueur de la Coupe de France en 2022 et 2024 avec le Stade toulousain.
- Vainqueur du Championnat de France en 2022 avec le Stade toulousain[2].